# Synagoga w Słupsku
Synagoga w Słupsku – nieistniejąca obecnie synagoga w Słupsku, przy ulicy Niedziałkowskiego 6 (dawnej Arnoldstraße).

## Historia
Synagoga została zbudowana w latach 1901–1902, według projektu architekta Eduarda Kocha. Podczas nocy kryształowej, rankiem 10 listopada 1938 roku bojówki hitlerowskie podpaliły synagogę. Po pożarze mury synagogi nadal stały, a ich wysadzenie w powietrze sfinansowano z budżetu miasta. Słynący z wielkiej tolerancji ówczesny burmistrz miasta Walter Sperling nakazał policji złapanie sprawców podpalenia, lecz pod naciskiem Gestapo polecenie zostało zbagatelizowane.
Obecnie po synagodze pozostał tylko pusty plac. W 2006 roku Fundacja Ochrony Dziedzictwa Żydowskiego, która opiekuje się terenem po synagodze, we współpracy z Urzędem Miasta Słupska odbudowała fragment kutego płotu, którym przed wojną była otoczona synagoga. Monument został ufundowany przez rodzinę Maxa Josepha, rabina Słupska w latach 1902–1936.

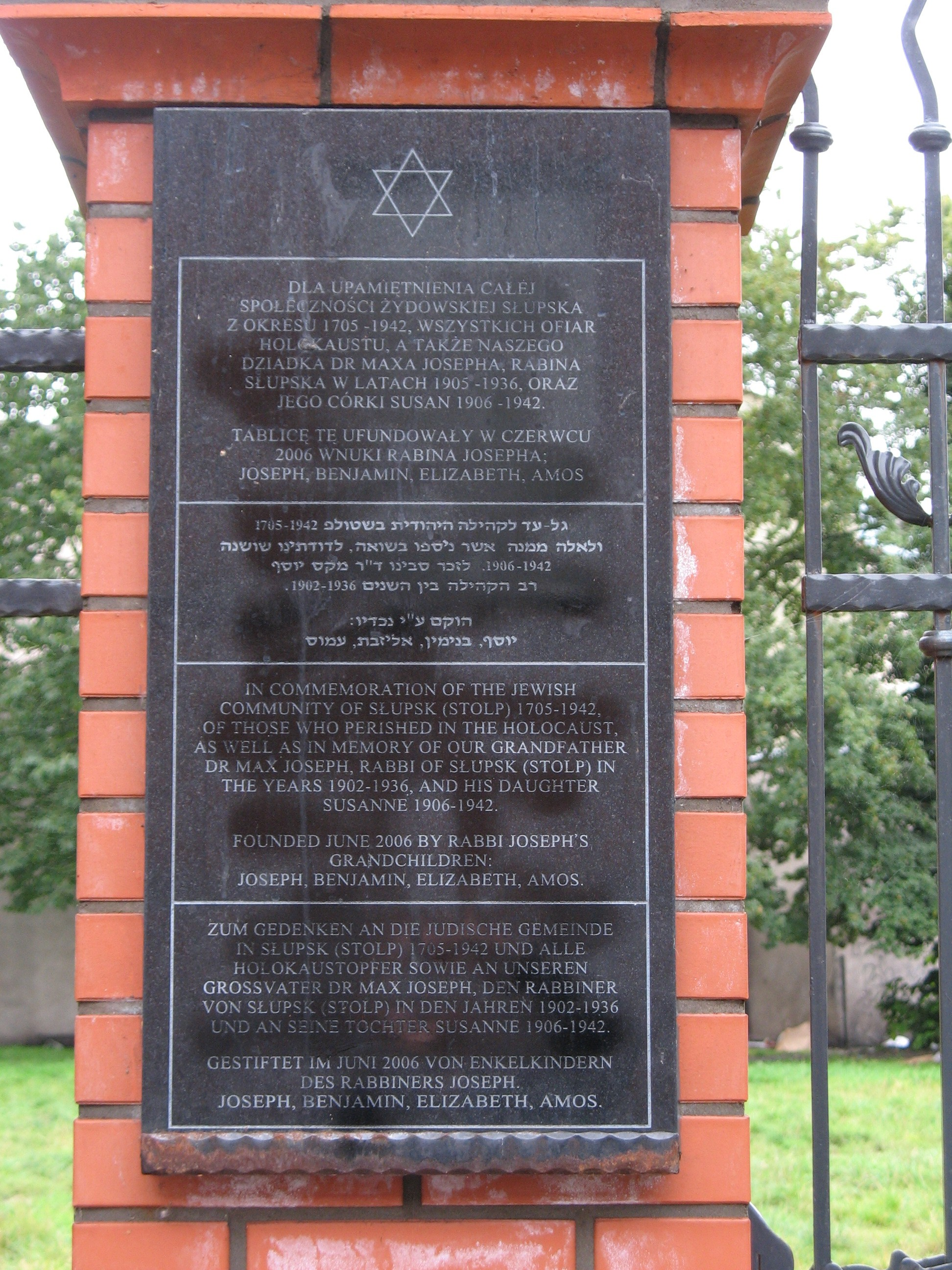
Tablica na lewym słupie

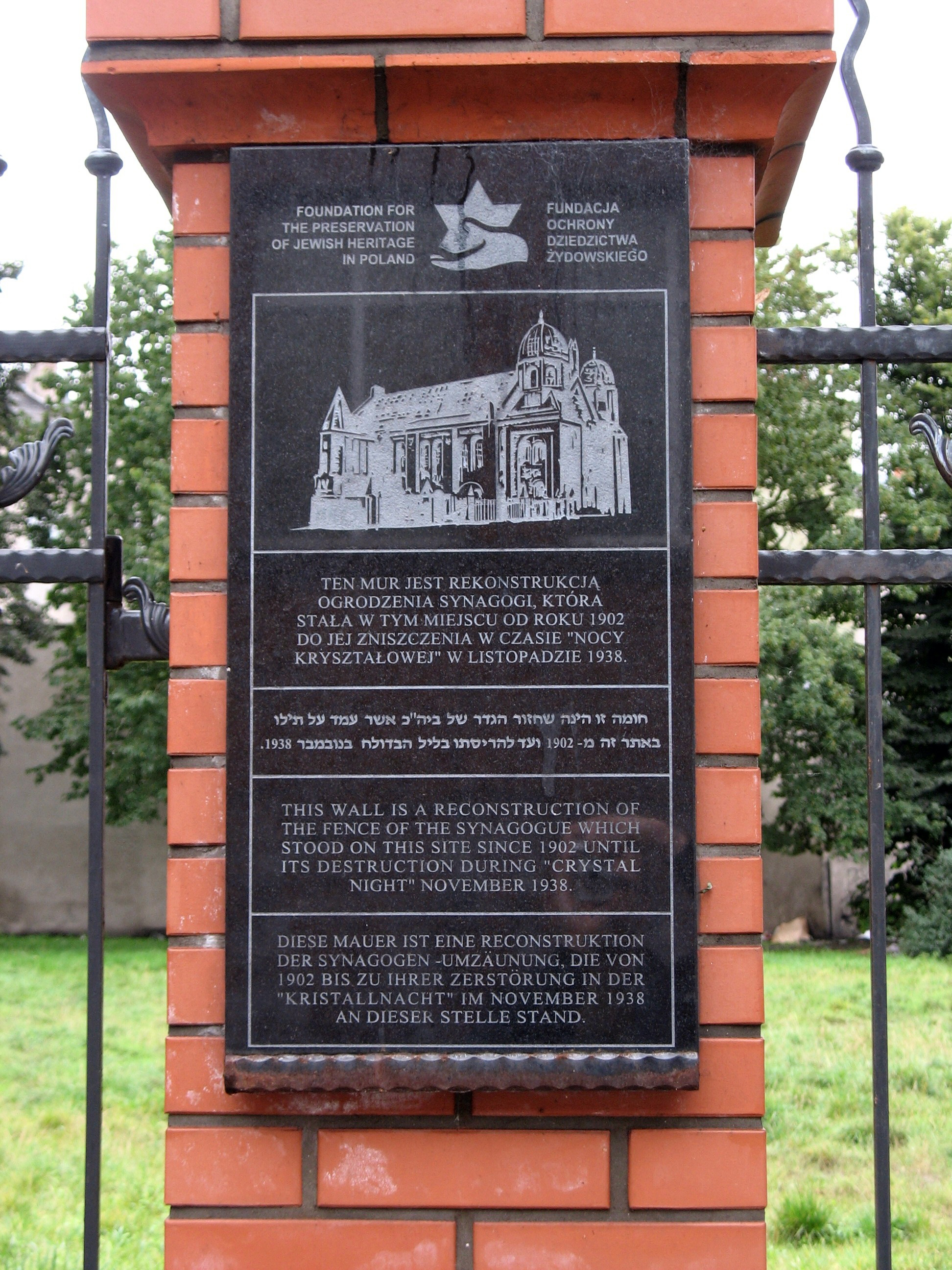
Tablica na prawym słupie

Na dwóch słupach furty umieszczono tablice pamiątkowe w językach polskim, angielskim, niemieckim i hebrajskim.
Pierwsza z wizerunkiem synagogi umieszczona na lewym słupie upamiętnia jej istnienie oraz odbudowę ogrodzenia: 

„Ten mur jest rekonstrukcją ogrodzenia synagogi, która stała w tym miejscu od roku 1902 do jej zniszczenia w czasie "nocy kryształowej" w listopadzie 1938.”
Druga umieszczona na prawym słupie upamiętnia społeczność żydowską Słupska, rabina Maxa Josepha i jego córkę Susan: 

„Dla upamiętnienia całej społeczności żydowskiej Słupska z okresu 1705–1942, wszystkich ofiar Holocaustu, a także naszego dziadka dr Maxa Josepha, rabina Słupska w latach 1902–1936, oraz jego córki Susan 1906–1942. 
 Tablicę tę ufundowały w czerwcu 2006 wnuki rabina Josepha: Joseph, Benjamin, Elizabeth, Amos.”
23 czerwca na uroczystości odsłonięcia monumentu i tablic pamiątkowych obecni byli m.in. fundatorzy, rabin Robert Samuels, przedstawiciele społeczności żydowskiej, prezydent Słupska Maciej Kobyliński, jego zastępca kmdr Ryszard Kwiatkowski, konsul generalny Republiki Federalnej Niemiec, przedstawiciel biskupa diecezji koszalińsko-kołobrzeskiej, dyrektor generalny Fundacji Ochrony Dziedzictwa Żydowskiego Monika Krawczyk oraz mieszkańcy miasta.

## Architektura
Murowany budynek synagogi wzniesiono na planie prostokąta w stylu neogotyckim. We wnętrzu w zachodniej części znajdował się przedsionek, z którego wchodziło się do obszernej, prostokątnej głównej sali modlitewnej. Z trzech stron otaczały ją galerie dla kobiet, do których prowadziły klatki schodowe z osobnymi wejściami.
Synagoga była jednym z najbardziej charakterystycznych budynków w mieście. Na fasadzie głównej znajdowało się wielkie witrażowe okrągłe okno, nad którym na zwieńczeniu dachu znajdowały się tablice Dekalogu. Po bokach znajdowały się prostokątne, a wyżej ośmiokątne wieże zwieńczone kopułami z iglicami, na których znajdowały się gwiazdy Dawida.

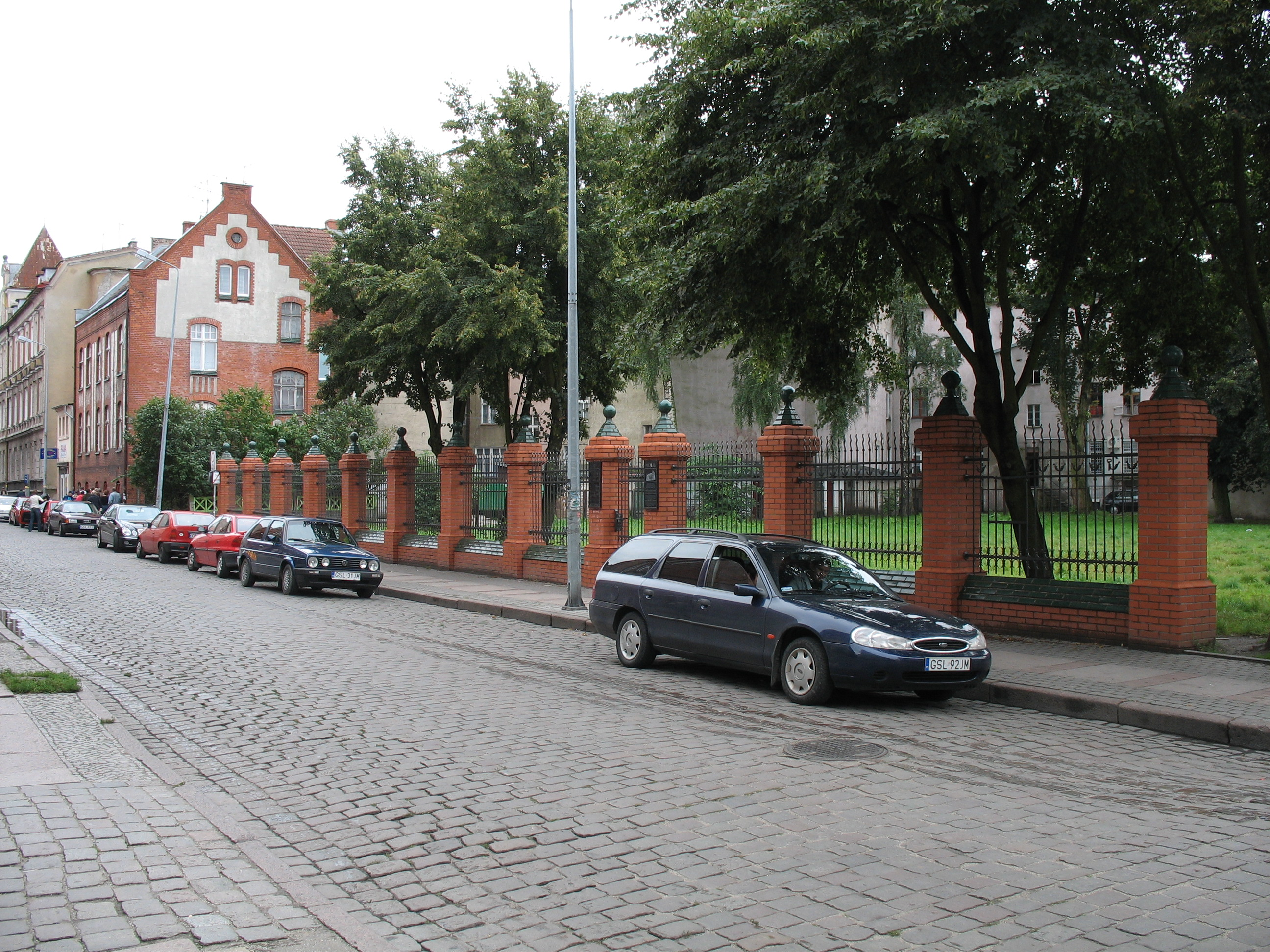
Ogrodzenie synagogi, widok od strony północnej
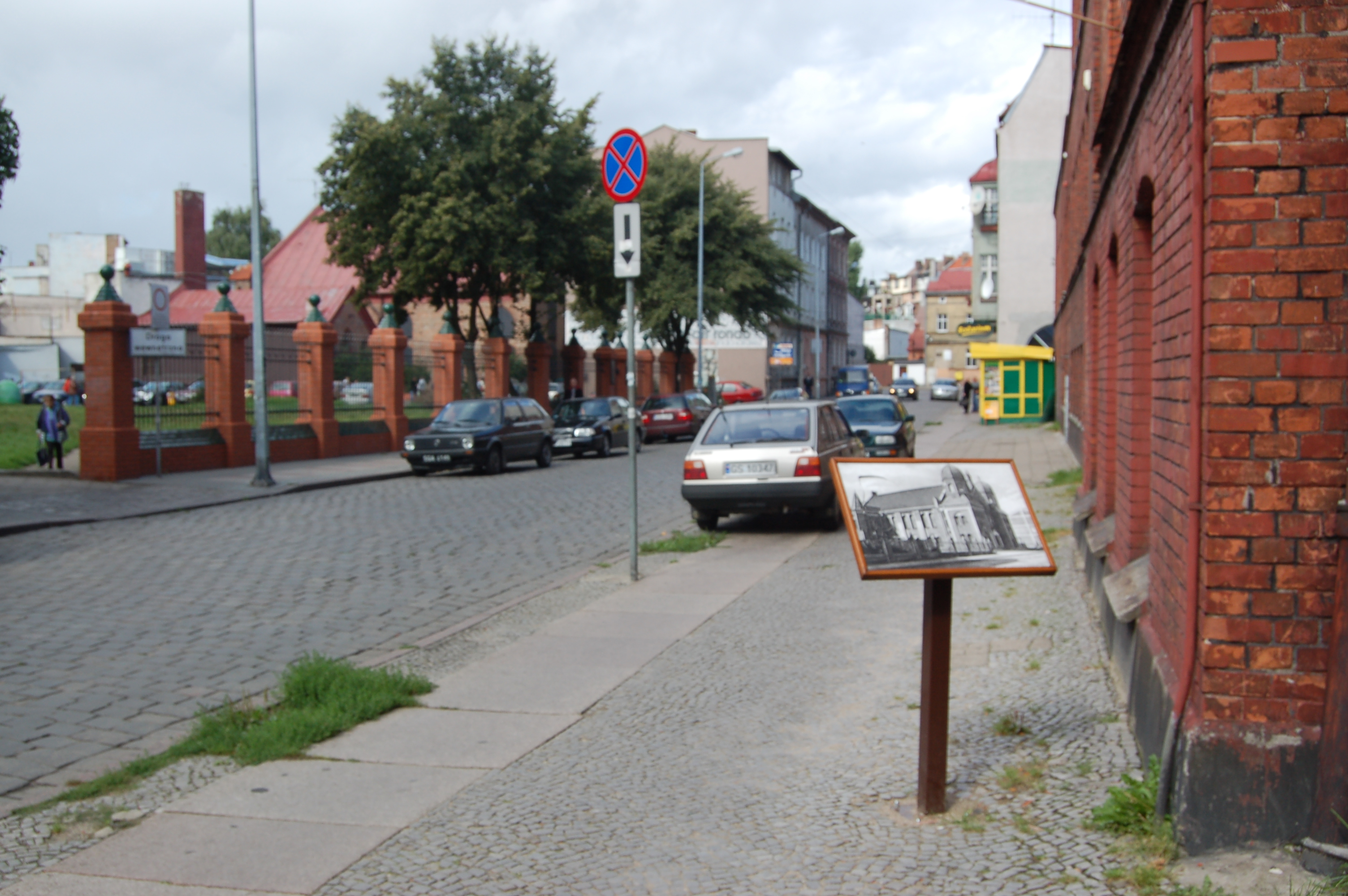
Ogrodzenie synagogi, widok od strony południowej
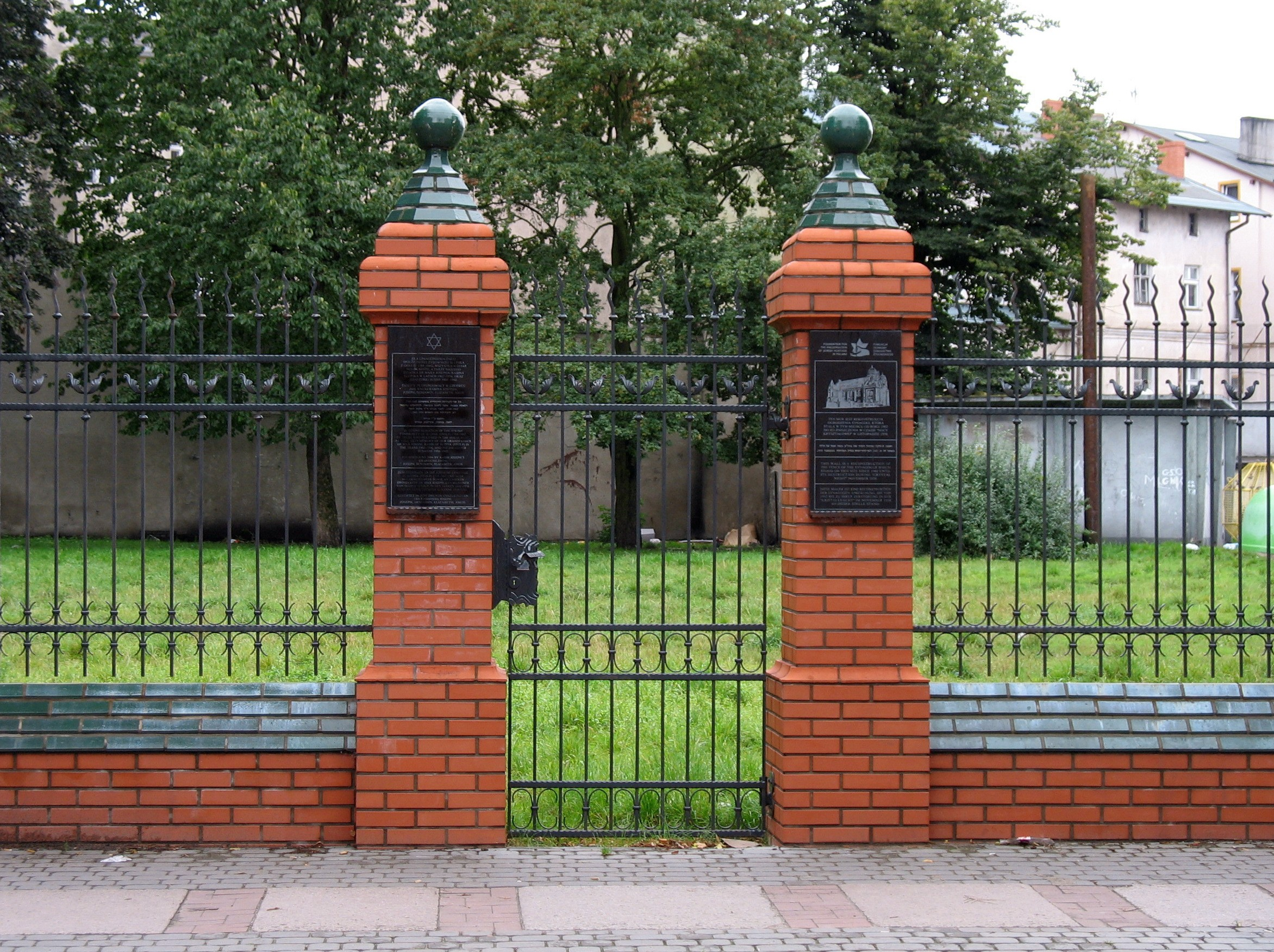
Słupy furty z tablicami pamiątkowymi
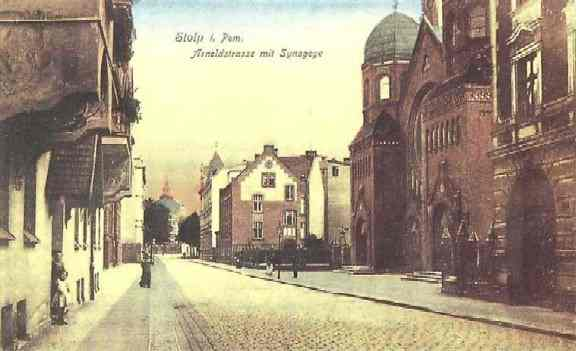
Synagoga na przedwojennej widokówce (po prawej stronie)